# Dir (État princier)
~1800–1969
Entités suivantes :
- Pakistan

Dir ou Dhir (en ourdou : دیر) est un ancien État princier des Indes, correspondant essentiellement aux actuels districts du Bas-Dir et Haut-Dir.
L’État de Dir est fondé au début du XIXe siècle. Son souverain est appelé « Khan » à partir de 1897 puis Nawab à compter de 1918. En 1895, les dirigeants de l’État princier s'allient avec les Britanniques afin de conserver leur autonomie.
En 1947, son souverain Mohammad Shah Jahan Khan accepte de rejoindre le Pakistan et l'État est définitivement intégré le 28 juillet 1969 à la province du Pakistan occidental, puis rejoint la province de la Frontière-du-Nord-Ouest en 1970 quand elle est rétablie. Selon le recensement de 1951, la population de l’État s'élevait à 148 648 habitants. 

## Liste des khans puis nawabs de Dir
- 1...-1863 Kassim-Khan
- 1863-1874 Ghazzan-Khan
- 1875-1884 Rahmatoullah-Khan
- 1884-1890 Mohammed-Sharif-Khan
- 1890-1895 Mohammed-Omara-Khan
- 1895-1904 Mohammed-Sharif-Khan (rétabli)
- 1904-1925 Aurangzeb-Badshah-Khan
- 1925-1960 Mohammed-Shah-Jahan-Khan
- 1960-1969 Mohammed-Shah-Khosrô-Khan